# Parigi-Roubaix 1956
La Parigi-Roubaix 1956, cinquantaquattresima edizione della corsa, fu disputata l'8 aprile 1956, per un percorso totale di 252 km. Fu vinta dal francese Louison Bobet, giunto al traguardo con il tempo di 6h01'26" alla media di 41,830 km/h davanti a Alfred De Bruyne e Jean Forestier.
I ciclisti che tagliarono il traguardo a Roubaix furono 80.

## Ordine d'arrivo (Top 10)
| Pos. | Corridore           | Squadra       | Tempo    |
| ---- | ------------------- | ------------- | -------- |
| 1    | Louison Bobet       | Bobet-BP      | 6h01'26" |
| 2    | Alfred De Bruyne    | Mercier-BP    | s.t.     |
| 3    | Jean Forestier      | Follis-Dunlop | s.t.     |
| 4    | Rik Van Steenbergen | Elvé-Peugeot  | s.t.     |
| 5    | Bernard Gauthier    | Mercier-BP    | s.t.     |
| 6    | Nello Lauredi       | Helyett-Potin | s.t.     |
| 7    | Germain Derycke     | Faema-Guerra  | a 53"    |
| 8    | André Vlayen        | Elvé-Peugeot  | s.t.     |
| 9    | Jean Robic          | Essor-Leroux  | s.t.     |
| 10   | Gilbert Bauvin      | Saint-Raphaël | s.t.     |